# Vrångö
Vrångö est une localité insulaire de Suède située dans la commune de Göteborg du comté de Västra Götaland. Elle couvre une superficie de 0,4 km2. En 2010, elle compte 364 habitants. L'île de Vrångö fait partie de l'archipel sud de Göteborg.